# Közönséges sárgacserebogár
A közönséges sárgacserebogár (Amphimallon solstitiale) a rovarok (Insecta) osztályának bogarak (Coleoptera) rendjébe, ezen belül a mindenevő bogarak (Polyphaga) alrendjébe és a ganajtúrófélék (Scarabaeidae) családjába tartozó faj.

## Előfordulása
A közönséges sárgacserebogár egész Európában és csaknem egész Ázsiában honos, a szubtrópusi és trópusi területeket kivéve. Az alföldektől az alacsonyabb hegyvidékekig gyakori.

## Megjelenése
E cserebogárfaj 1,4-2 centiméter hosszú, halvány sárgásbarna. A szárnyfedők, az előtor és a fej azonos színűek; azonban egy - egy szárnyfedőn 3-4 világosabb hosszanti csík fut. Hátoldala kevésbé, hasa dúsabban szőrözött. A hím csáplegyezője szélesebb és hosszabb.

## Életmódja
A közönséges sárgacserebogár élőhelyei nyílt tájak, vagyis réteken, kertekben, útszéleken és mezsgyéken mindenütt megtalálható. Az enyhén kötött és laza talajokon fordul elő. Pajorjai az őszi vetésekben pusztíthatnak. A faj kártétele néha nagyon jelentős.

## Szaporodása
Szaporodása hasonló a májusi cserebogáréhoz (Melolontha melolontha). Az imágók meleg, szélcsendes júniusi estéken rajzanak a fák körül egészen sötétedésig. A párosodás és peterakás néhány nap alatt lezajlik. A teljes fejlődési idő 2-3 év. A lárvák a talajban fejlődnek, és ott bábozódnak be tavasszal. Néhány héttel később a bábból kibújik a bogár. Az imágó kártétele minimális.

## Képek

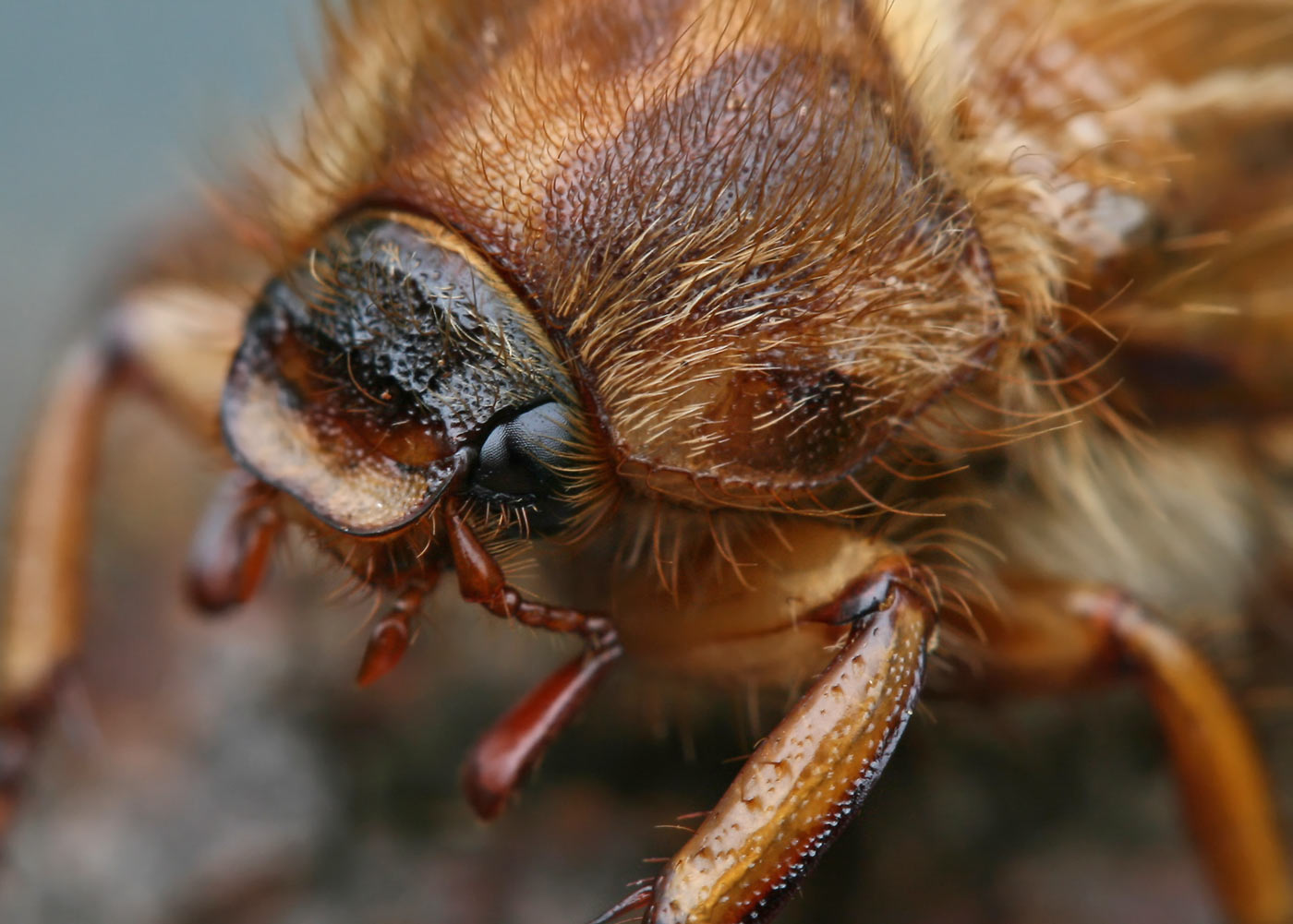
Közönséges sárgacserebogár feje közelről
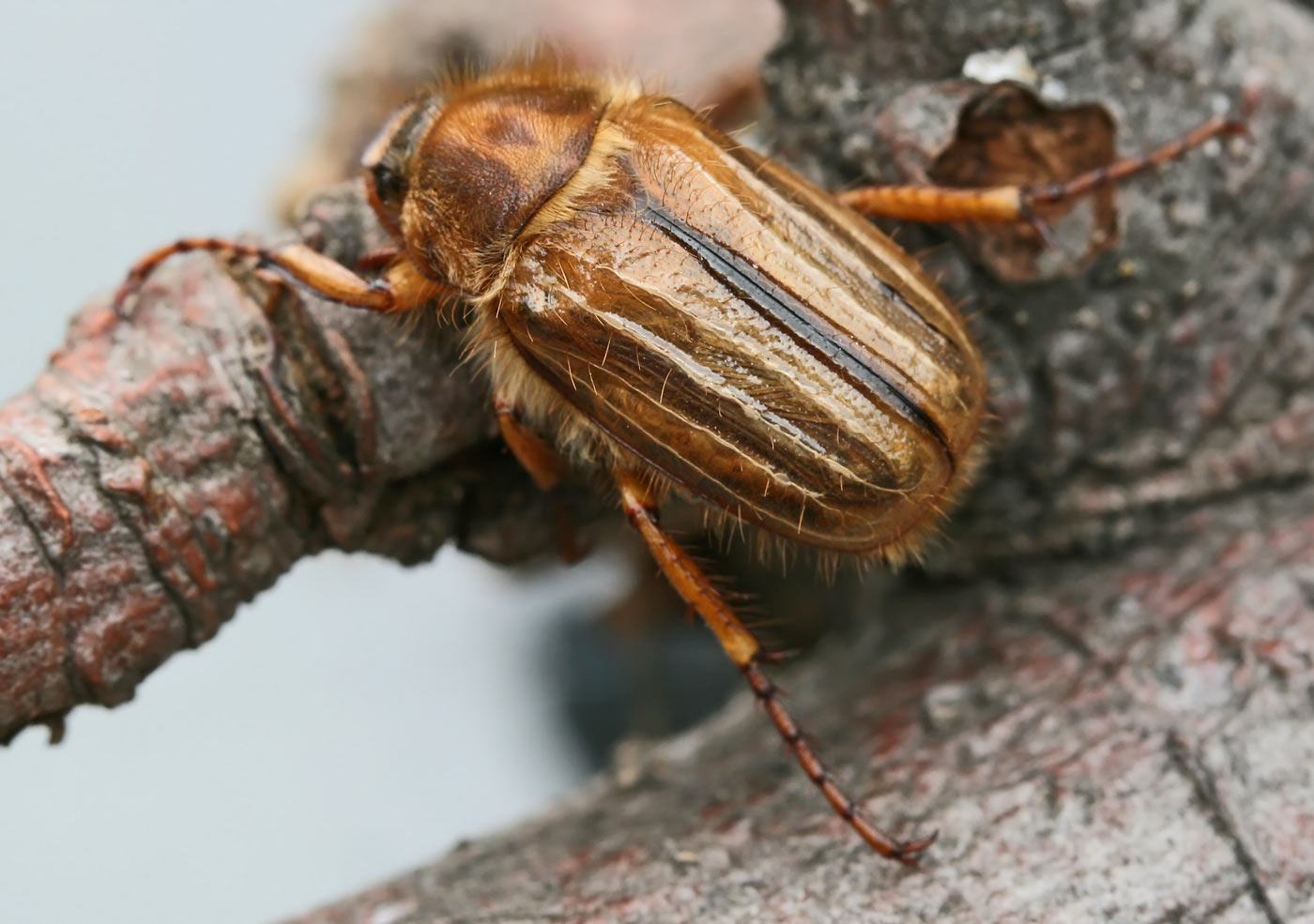
Közönséges sárgacserebogár imágója felülről
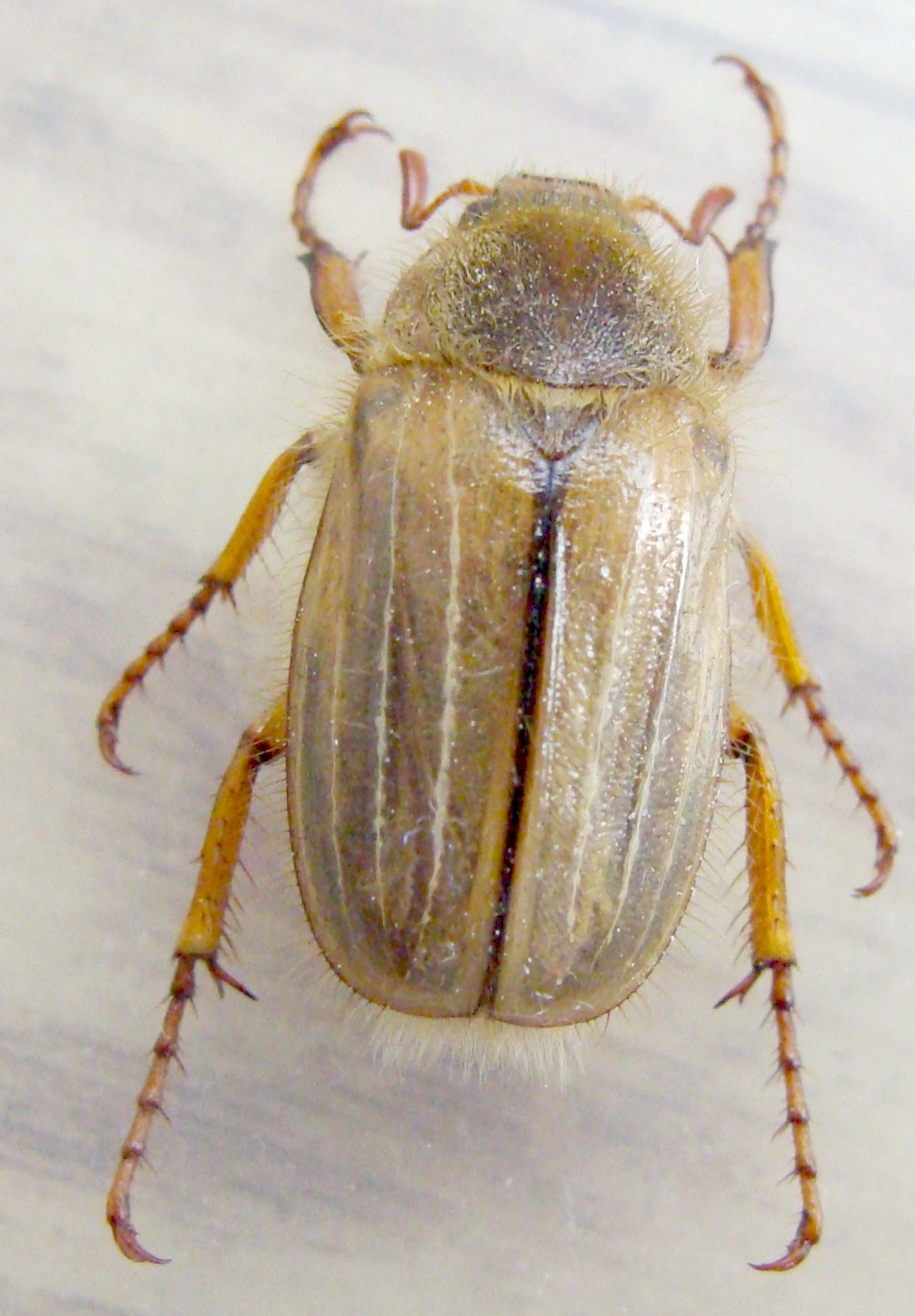
Közönséges sárgacserebogár imágója felülről
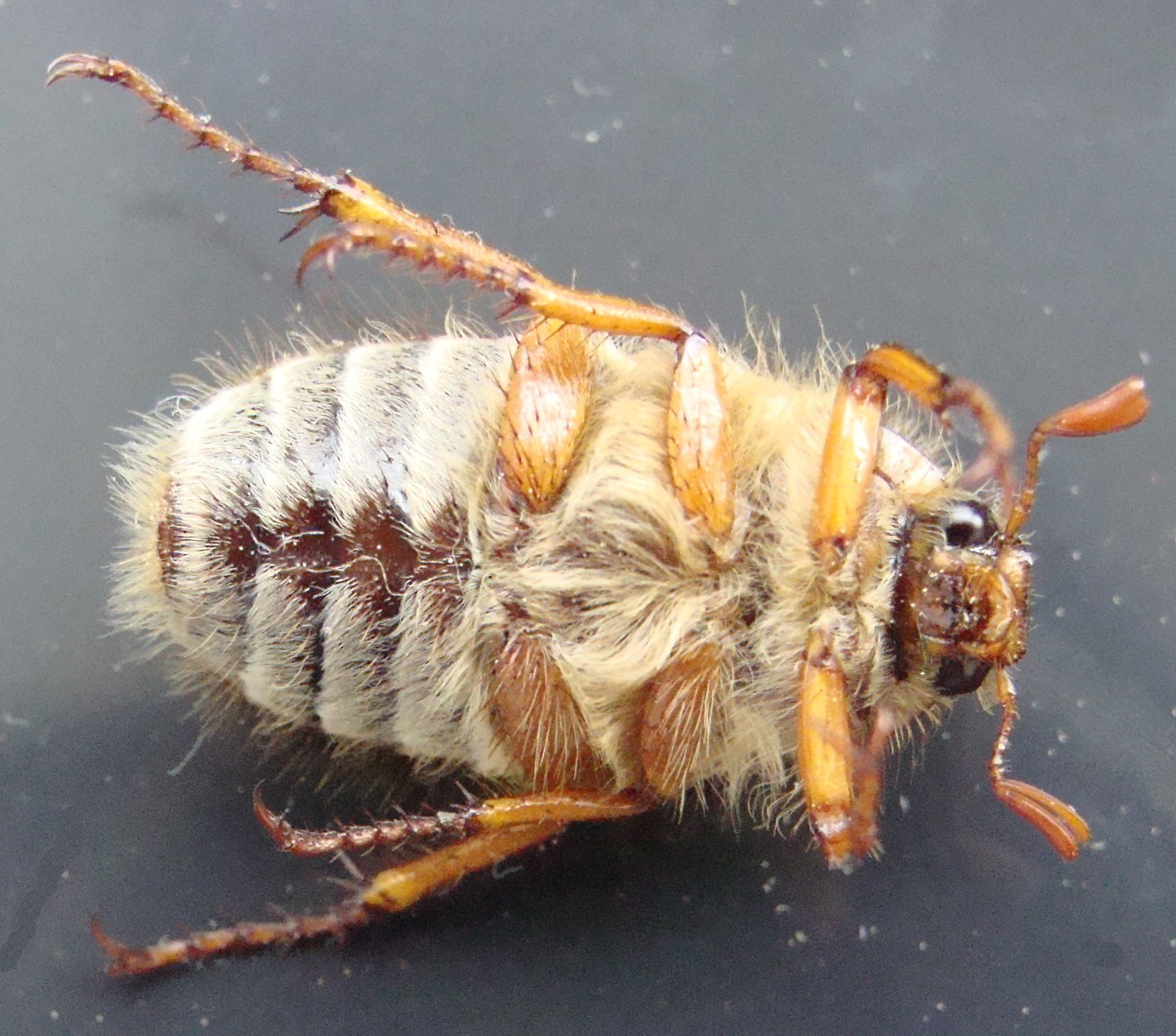
Közönséges sárgacserebogár imágója alulról
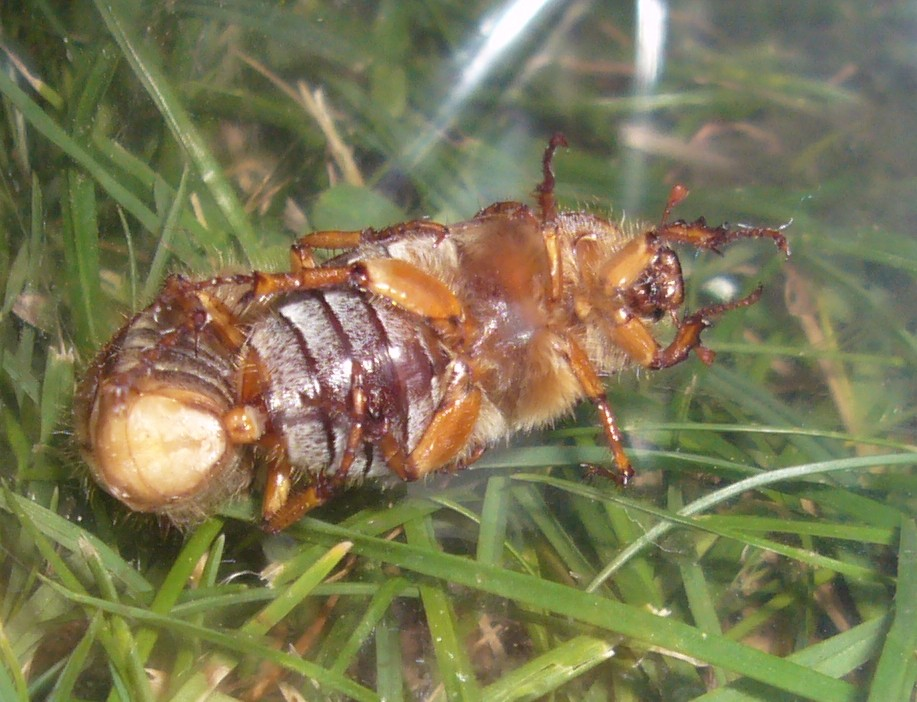
Közönséges sárgacserebogár imágója alulról
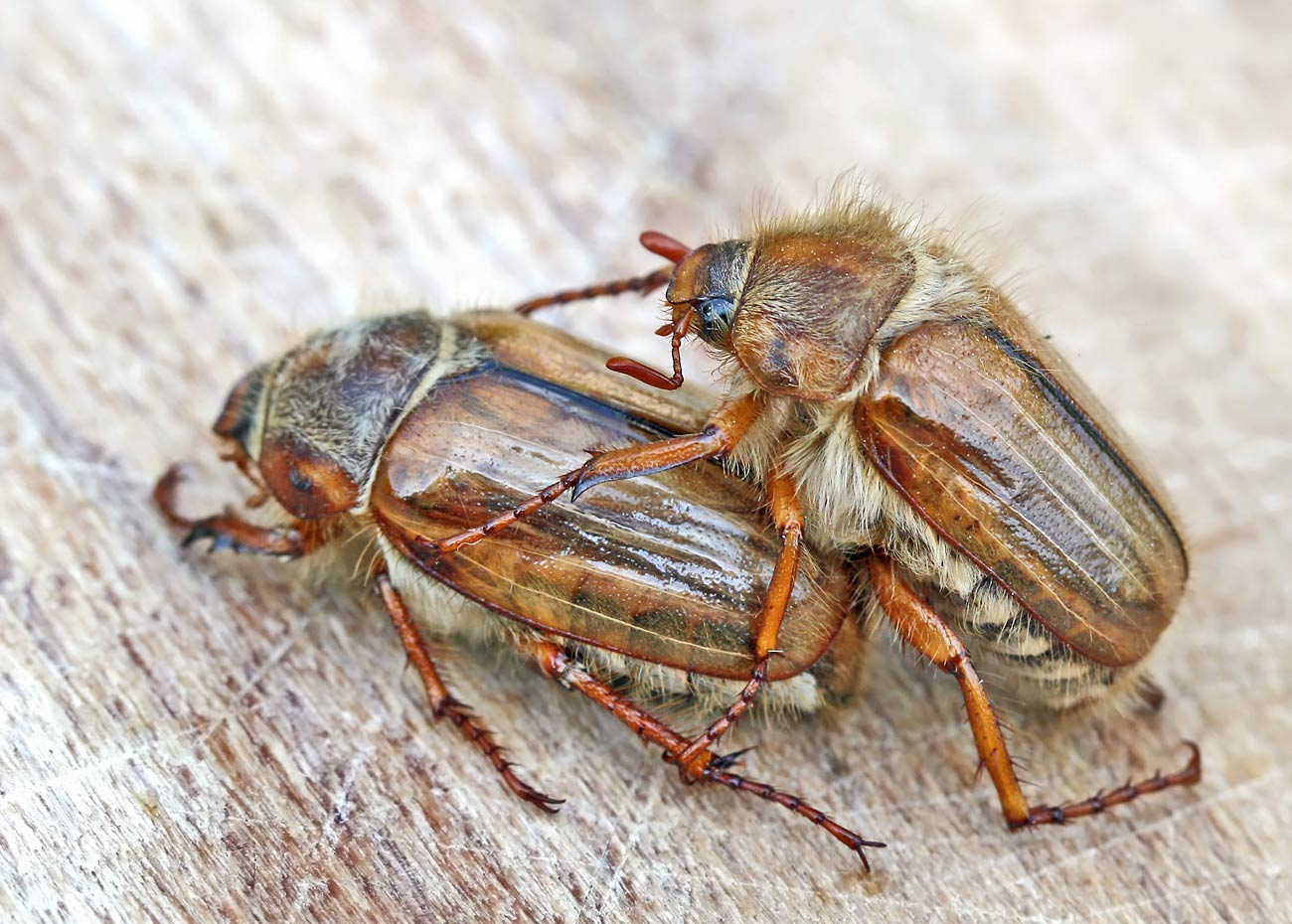
Közönséges sárgacserebogarak párosodás közben
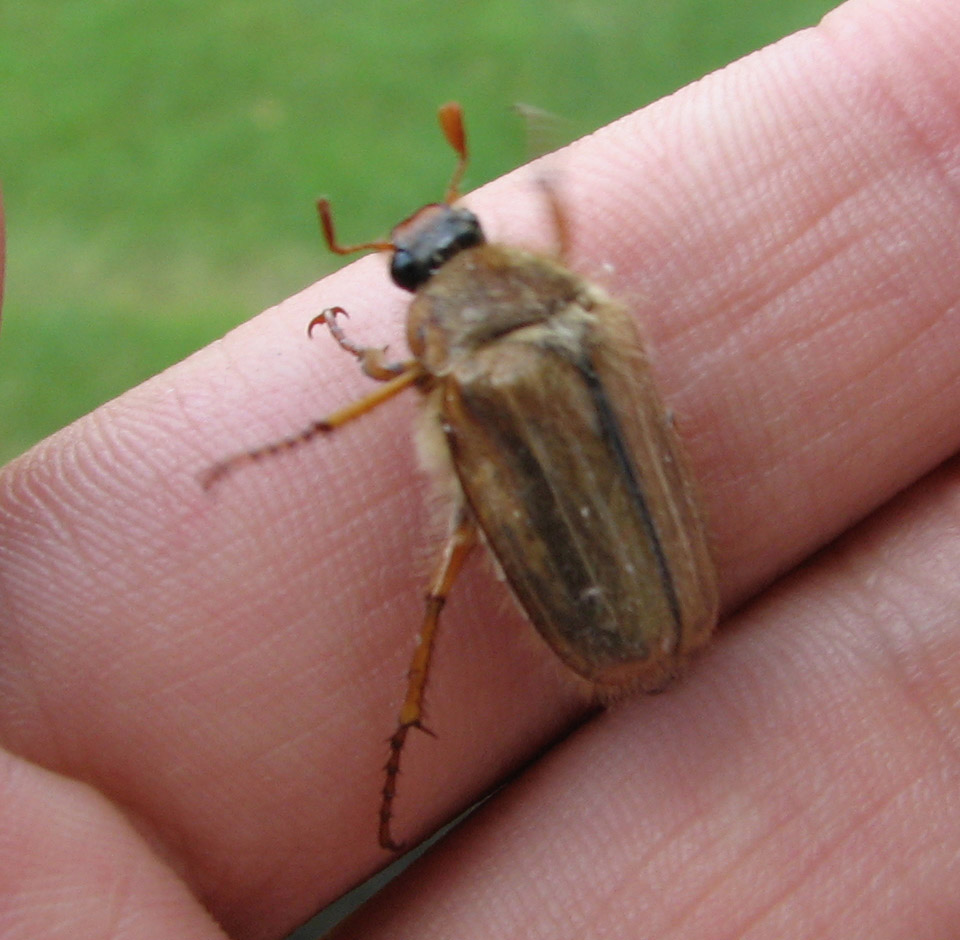
A közönséges sárgacserebogár mérete az ember ujjához viszonyítva
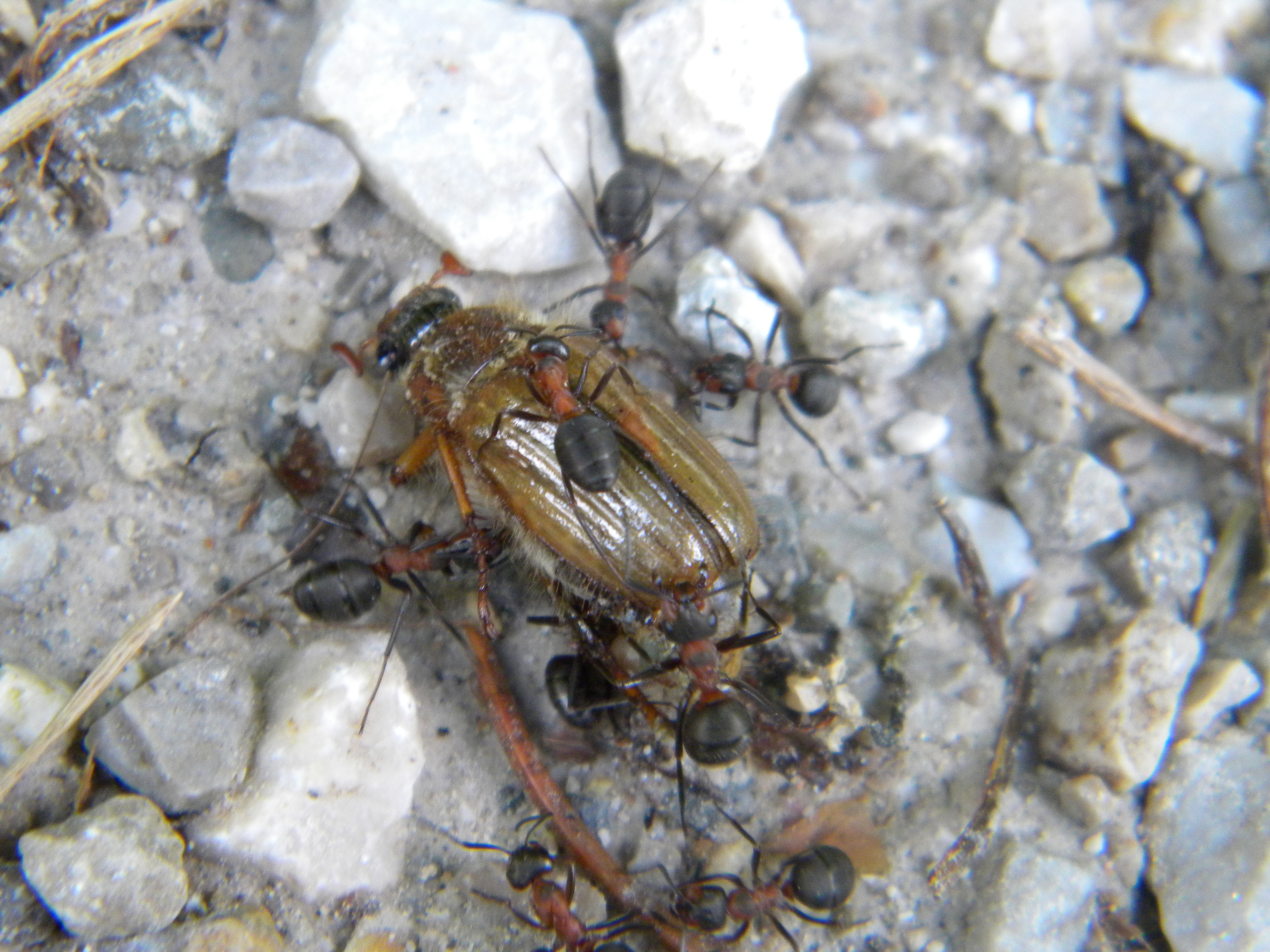
Közönséges sárgacserebogár a hangyák áldozataként